# 윤건영 (1969년)
윤건영(尹建永, 1969년 9월 26일~)은 대한민국의 보좌관 출신 정치인으로, 제21·22대 국회의원이다. 문재인 정부의 초대 국정상황실장을 지냈다.

## 학력
- 배정고등학교 졸업
- 국민대학교 무역학 학사
- 국민대학교 경제학 석사

## 경력
- 1991년: 국민대학교 총학생회장
- 1998년 6월 4일: 제2회 전국동시지방선거 당선[민선 2기, 서울 성북구의원(돈암제1동), 무소속, 초선]
- 1998년 7월~2002년 6월: 서울특별시 성북구의회 의원(민선 2기, 서울 성북구 돈암제1동 선거구, 무소속, 초선)
- 2002년: 개혁국민정당 기획팀장
- 2003년 3월~2008년 2월: 대통령비서실 정무기획비서관
- 2009년 9월: 경남과학기술대학교 산업경제학과 초빙교수
- 2009년 11월: 사람사는세상 노무현재단 기획위원
- 2017년 5월~2018년 7월: 대통령비서실 국정상황실 국정상황실장
- 2018년 7월~2020년 1월: 대통령비서실 국정기획상황실 국정기획상황실장
- 2020년 4월 15일: 대한민국 제21대 국회의원 선거 당선(서울 구로구 을, 더불어민주당, 초선)
- 2020년 5월~: 더불어민주당 서울특별시당 구로구 을 지역위원회 위원장
- 2020년 9월~2021년 4월: 더불어민주당 원내부대표
- 2021년 5월~2022년 10월: 더불어민주당 정책위원회 상임부의장
- 2024년 4월 10일: 대한민국 제22대 국회의원 선거 당선(서울 구로구 을, 더불어민주당, 재선)
- 2024년 7월~: 더불어민주당 정책위원회 행정안전 정책조정위원장
- 2024년 10월~: 더불어민주당 재난재해대책특별위원장

### 의정 활동
- 2020년 5월 30일~2024년 5월 29일: 제21대 국회의원(서울 구로구 을, 더불어민주당, 초선)
  - 2020년 6월~2022년 5월: 제21대 국회 전반기 외교통일위원회 위원
  - 2020년 9월~2021년 4월: 제21대 국회 전반기 운영위원회 위원
  - 2020년 9월~2022년 5월: 제21대 국회 전반기 정보위원회 위원
  - 2022년 7월~2024년 5월: 제21대 국회 후반기 정보위원회 간사
  - 2022년 7월~2024년 5월: 제21대 국회 후반기 환경노동위원회 위원
  - 2022년 7월~2022년 11월: 제21대 국회 후반기 예산결산특별위원회 위원
  - 2022년 11월~2023년 1월: 제21대 국회 용산 이태원 참사 진상규명과 재발방지를 위한 국정조사 특별위원회 위원
  - 2023년 5월~2023년 5월: 제21대 국회 후반기 국회운영위원회 위원
- 2024년 5월 30일~: 제22대 국회의원(서울 구로구 을, 더불어민주당, 재선)
  - 2024년 6월~: 제22대 국회 전반기 행정안전위원회 간사
  - 2024년 6월~2025년 7월: 제22대 국회 전반기 국회운영위원회 위원
  - 2024년 12월~2025년 2월: 제22대 국회 윤석열 정부의 비상계엄 선포를 통한 내란 혐의 진상규명 국정조사 특별위원회 위원

## 전과
- 국가보안법위반(기타), 폭력행위등처벌에관한법률위반, 집회및시위에관한법률위반, 화염병사용등의처벌에관한법률위반: 징역 1년 6월, 집행유예 3년 - 1992년 5월 8일 선고[1]

## 논란

### 허위 인턴 등록 의혹
과거 한국미래발전연구원(미래연)에서 차명 계좌를 운용하고 허위 국회 인턴 근무를 지시했다는 의혹이 있다. 윤건영 의원이 미래연 기획실장으로 근무할 당시 회계 담당 직원은 "2011년 윤 의원 지시에 따라 미래연 법인통장이 아닌 (내 명의의) 별도 계좌를 만들었고, 백원우 의원실 인턴으로 허위 등록해 국회 사무처로부터 5개월 동안 545만원을 받았다"고 폭로하였다. 과거 미래연에서 봉사 활동을 한 인연으로 미래연 직원으로 일하게 됐으며 윤건영 의원의 지시에 따라 백원우 의원의 인턴으로 일하게 되었지만 백원우 의원의 의원실에는 가본적도 없다고 진술하였다. 국회사무처가 무노동 인턴 급여로 미래연의 직원 월급 상당부분을 대준 셈이다. 이에 윤건영 의원측은 “10년 전 일이라 세세하게 기억나지 않지만, 먼저 인턴 채용을 부탁한 기억은 전혀 없다”며 “다만 미래연의 설립 목적 및 백원우 의원실의 필요성 등에 의한 것으로 추정된다”라고 답변하였다.

## 역대 선거 결과
|  | 63.23% |

|  | 15.18% |

|  | 57.04% |

|  | 59.86% |

## 같이 보기
- 구로구 을
- 서울 구로구의 국회의원